# Leteča riba (ozvezdje)
Leteča riba (latinsko Piscis Volans ali Volans) je ozvezdje na južnem nebu. Je eno od dvanajstih ozvezdij, ki jih je konec 16. stoletja formuliral Petrus Plancius po opažanjih Pietra Dirkszoona Keyserja in Fredericka de Houtmana. Leteča riba se je prvič pojavila na nebesnem globusu s premerom 35 cm, objavljenim leta 1598 v Amsterdamu v sodelovanju med Planciusom in Jodocusom Hondiusom. Upodobljeno je bil leta 1603 v zvezdnem atlasu Uranometria nemškega astronoma Johanna Bayerja.

## Zgodovina
Leteča riba je eno od 12 ozvezdij, ki jih je Petrus Plancius ustvaril po opazovanjih Pietra Dirkszoona Keyserja in Fredericka de Houtmana. Prvič je bil upodobljen na globusu Petrusa Planciusa iz leta 1598. Imenoval ga je Vliegendenvis (leteča riba).
Leta 1603 ga je Bayer vključil v zvezdni atlas Uranometria pod imenom Piscis Volans, Leteča riba. John Herschel je predlagal skrajšanje imena, saj je to počel tudi sam Lacaille. To načelo je postalo splošno veljavno.
Leteča riba predstavlja vrsto tropske ribe, ki lahko skoči iz vode in s krili jadra čez nebo. Ribo so pogosto upodobili kot da sledi ladji-ozvezdju Argo Navis, lovi pa jo sosednje ozvezdje Zlate ribe.

## Značilnosti
Leteča riba je obkrožena z Gredljem na severu in vzhodu, Slikarjem na severozahodu, Zlato ribo na zahodu, Mizo na jugozahodu in Kameleonom na jugovzhodu. Pokrivna območje 141 kvadratnih stopinj, s čimer se uvršča na 76. mesto med 88 sodobnimi ozvezdji. Tričrkovna oznaka za ozvezdje Mednarodne astronomske zveze iz leta 1992 je "Vol'. Uradne meje ozvezdja je leta 1930 začrtal belgijski astronom Eugène Delporte in jih opredelil s štirikotnikom.

### Zvezde
Najsvetlejše zvezde v Leteči ribi so:
γ2 Leteče ribe (navidezni sij 3,62, 142 svetlobnih let od Zemlje, oranžna orjakinja razreda K0III)
β Leteče ribe (navidezni sij 3,75, 107,5 svetlobnih let, oranžna zvezda razreda K2III)
ζ Leteče ribe (dvojna zvezda z navideznim sijem 3,93, 141 svetlobnih let, orjakinja razreda K0III)
δ Leteče ribe (navidezni sij 3,97, 740 svetlobnih let, svetla orjakinja razreda F6II)
α Leteče ribe (dvojna zvezda z navideznim sijem 4,00, 125 svetlobnih let, A: razred kA3hA5mA5 V)
ε Leteče ribe (sistem štirih zvezd z navideznim sijem 4,33, 560 svetlobnih let, primarna komponenta je dvojna zvezda, modro-bela orjakinja razreda B5III, posamezni komponenti B6IV in B8)
HD 76700 je okoli 195 svetlobnih let oddaljena Soncu podobna zvezda s potrjenimi planeti.

### Objekti globokega neba
- Obroč Lindsay-Shapley (tudi AM0644-741) je obročasta galaksija, oddaljena 300 milijonov svetlobnih let od Zemlje. Leta 1960 so jo našli blizu Velikega Magellanovega oblaka. Nenavadna oblika te galaksije je posledica trčenja pred milijoni let. Modri obroč (širok preko 150.000 svetlobnih let v premeru) je nastal, ko je udarni val iz trčenja ustvarili obroč vročih modrih zvezd; rumeno jedro je združek progenitorjevih jeder.[4]
- NGC 2442 je spiralna galaksija, oddaljena 50 milijonov svetlobnih let od Zemlje.